# Пил, Джордан
Джордан Хоуорт Пил (англ. Jordan Haworth Peele; род. 21 февраля 1979) — американский актёр, комик, сценарист, продюсер и режиссёр. Он появился в пяти сезонах «Безумного телевидения» и играл вместе с Киганом-Майклом Кеем в скетч-шоу Comedy Central «Кей и Пил». В 2014 году у него была повторяющаяся роль в первом сезоне телесериала-антологии FX «Фарго», основанном на одноимённом фильме 1996 года.
Режиссёрский дебют Пила состоялся в 2017 году, когда он снял фильм ужасов «Прочь», который заработал признание критиков и был успешным в прокате. Он получил многочисленные награды, включая премию «Оскар» за лучший оригинальный сценарий, а также номинации за лучший фильм и лучшую режиссуру.

## Ранняя жизнь и образование
Пил родился в Нью-Йорке, где его растила мать-одиночка, Люсинда Уильямс, в Верхнем Вест-Сайде Манхэттена. Его мать белая, а отец чёрный. Он учился в школе Калхуна, а затем пошёл в колледж Сары Лоуренс на Манхэттене прежде чем бросить учёбу спустя два года, чтобы сформировать комедийный дуэт со своей соседкой по комнате в колледже и будущей комедийной сценаристкой «Кея и Пила» Ребеккой Дрисдейл.

## Карьера

### 2000-е: Раннее начало и «Безумное телевидение»
Пил регулярно выступал в Boom Chicago в Амстердаме и в The Second City в Чикаго. Он и Николь Паркер были известны своими музыкальными дуэтами в Boom Chicago. Он изображал популярного персонажа под названием «датская супермодель Уте» будучи в Boom Chicago и был ведущим «Comedy Weekend» на MTV в 2002 году.
В 2003 году, Пил присоединился к актёрскому составу «Безумного телевидения» в девятом сезоне. В это время Киган-Майкл Кей присоединился к составу в качестве главного исполнителя, и предполагалось, что Кея возьмут вместо Пила. В конечном счёте они оба были приняты после того, как они продемонстрировали великолепную комедийную химию. Пил пародировал знаменитостей, среди которых были его любимые Кэролл Спинни (в качестве голоса Большой Птицы из «Улицы Сезам»), Ja Rule, Джеймс Браун, Flavor Flav, Джастин Гарини, Монтел Уильямс, Морган Фримен и Форест Уитакер. Пил отсутствовал в первых четырёх эпизодах своего второго сезона на «Безумном телевидении». Он появился в качестве камео в видео Странного Эла Янковича «White & Nerdy» вместе с партнёром по «Безумному телевидению» Киганом-Майклом Кеем.
Пил был номинирован на премию «Эмми» в 2008 году за песню «Sad Fitty Cent», музыкальную видео-пародию о том, как 50 Cent сожалеет о своём соперничестве с Канье Уэстом. Реплики песни были, согласно клипу, были написаны Пилом, и он участвовал в сочинении музыки к клипу. В 2009 году он появился в фильме «Знакомство с Факерами 2».
Пил появился в вирусном видео под названием «Хиллари против Обамы» (которое было показано в виде скетча на «Безумном телевидении»), где он и сторонник Хиллари Клинтон (в исполнении Лизы Донован) спорят по поводу того, будет ли Хиллари Клинтон или Барак Обама лучшим президентом, но вдруг их на задний план отодвинул сторонник Руди Джулиани (в исполнении брата Донован, Бена). Пил пробовал стать членом актёрского состава «Saturday Night Live», когда продюсеры «SNL» искали актёра на роль Барака Обамы (примерно в то время, когда «SNL» и «Безумное телевидение» — сценарные шоу — были на перерыве из-за Забастовки Гильдии сценаристов США в 2007—2008 гг.). Пил остался на «Безумном телевидении» и роль отошла Фреду Армисену, который исполнял её до сентября 2012 года, когда Джей Фароа взял на себя эту роль.
После пяти сезонов на «Безумном телевидении», Пил покинул шоу в конце 13-го сезона.

### 2010—2016: Дальнейший успех с «Кеем и Пилом»

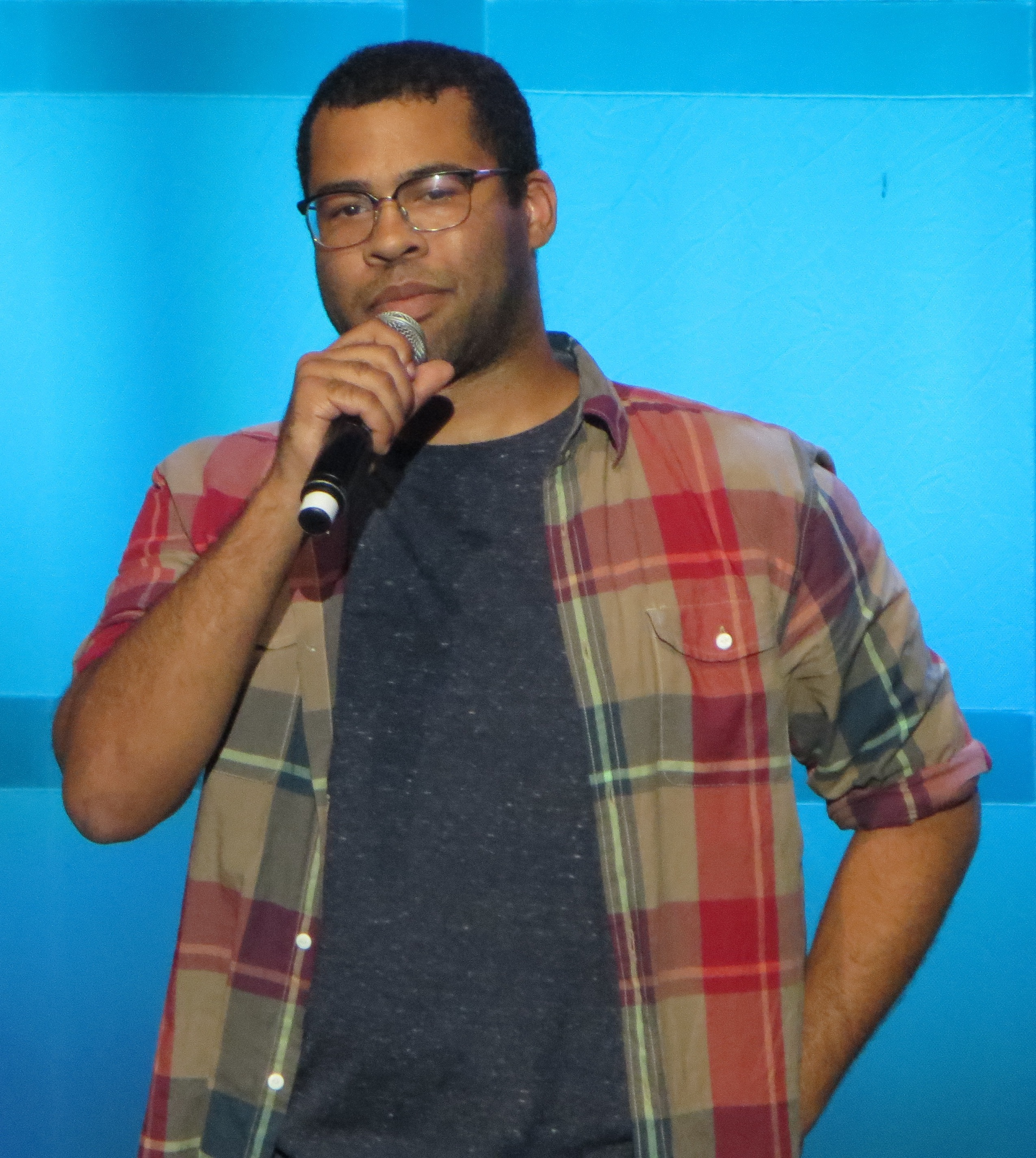
Выступление Пила в 2012 году

В 2010 году Пил снялся в комедийном пилоте канала FOX «Станция», и у него также была повторяющаяся роль в сериале Adult Swim «Дэцкая больница». У него также была вспомогательная роль в комедии режиссёра Дэвида Уэйна «Жажда странствий».
Пил вместе со своим бывшим коллегой по «Безумному телевидению» и другом Киганом-Майклом Кеем сыграли в своём собственном скетч-шоу Comedy Central «Кей и Пил» с 2012 по 2015 гг. Сериал имел успех у зрителей и породил несколько скетчей и видео, которые стали вирусными в интернете.
В 2014 году Пил сыграл агента ФБР в первом сезоне телесериале-антологии канала FX «Фарго», основанном на одноимённом фильме 1996 года.
В 2016 году Пил сыграл, а также стал продюсером, вместе с Кеем, их первого полнометражного фильма «Киану». Фильм в целом получил положительные отзывы от критиков.

### С 2017: «Прочь», «Чёрный клановец» и «Последний настоящий гангстер»
В феврале 2017 года был выпущен первый фильм Пила в качестве сольного режиссёра, «Прочь», который получил признание со стороны критиков, в конечном счёте получив рейтинг 99 % на сайте Rotten Tomatoes. Фильм удостоился особой похвалы за сценарий и режиссуру Пила, а также за игру Калуи, и был избран Национальным советом кинокритиков, Американским институтом киноискусства и журналом «Time» как один из лучших 10 фильмов года. Журнал «The Atlantic» назвал фильм «шедевром».
«Прочь» оказался чрезвычайно популярным среди кинозрителей и, в конечном счёте, он стал одним из самых прибыльных фильмов всех времён и собрал более $250 миллионов при бюджете $4,5 миллиона. За свою работу над фильмом, Пил получил значительное внимание, а также многочисленные награды, включая режиссёрскую премию Бингэма Рэя на церемонии премии «Готэм» в 2017 году.
Фильм также получил четыре номинации на 90-й церемонии премии «Оскар»: номинации за лучший фильм, лучшую режиссуру и лучший оригинальный сценарий для Пила, а также номинация за лучшую мужскую роль для звезды фильма, Дэниела Калуи. Пил получил «Оскар» за лучший оригинальный сценарий, став первым чернокожим, получившим награду в этой категории. Он стал третьим человеком, после Уоррена Битти и Джеймса Л. Брукса, получившим номинации в категориях лучший фильм, режиссёр и оригинальный сценарий за дебютный фильм, и первым чернокожим, получившим их за какой-либо фильм. «Прочь» также принёс ему премию Гильдии сценаристов США за лучший оригинальный сценарий, а также номинации на премию Гильдии режиссёров США и на премию BAFTA за лучший оригинальный сценарий.
В начале 2018 года Пил объявил о своём намерении прекратить заниматься актёрством, заявив в интервью с CBS: «Заниматься актёрством для меня не так весело, как режиссурой».
В 2018 году Пил создал комедийный сериал для канала TBS под названием «Последний настоящий гангстер», где главные роли исполнили Трейси Морган и Тиффани Хэддиш.
Также в 2018 году, Пил стал одним из продюсером фильма Спайка Ли «Чёрный клановец», который получил положительные отзывы от критиков и стал успешным в прокате.

#### Будущие проекты
Пил станет продюсером сериала HBO «Страна Лавкрафт», сценаристом которого является соавтор сериала «Подземка» Миша Грин. Сериал будет показан через призму сверхъестественного ужаса.
В октябрь 2020 года Джордан Пил совместно с Вином Розенфельдом подписали соглашение студиями, Monkeypaw Productions и Universal Pictures создание ремейка Люди под лестницей.

## Влияние
В феврале 2017 года, Пил курировал серию фильмов «Искусство социального триллера» в Бруклинской академии музыки, состоящую из 12 фильмов, которые вдохновили его на создание фильма «Прочь», включая фильмы ужасов «Ребёнок Розмари», «Ночь живых мертвецов», «Сияние», «Кэндимэн», «Люди под лестницей» и «Крик», триллеры «Молчание ягнят», «Забавные игры», «Мизери» и «Окно во двор», комедийный триллер «Предместье» и расовая комедия-драма 1967 года «Угадай, кто придёт к обеду?».
Как комик, Пил среди своих влияний причислил шоу «В ярких красках», комиков Ричарда Прайора и Дэйва Шапелла.

## Личная жизнь
Пил начал встречаться с Челси Перетти в 2013 году. Они были помолвлены в ноябре 2015 года и в апреле 2016 года Перетти объявила, что она и Пил быстро и тайно поженились. 1 июля 2017 года Перетти родила мальчика.

## Фильмография

### Фильмы
| Год  | Название                                   | Актёр | Режиссёр | Сценарист | Продюсер | Роль                                          | Примечания      |
| ---- | ------------------------------------------ | ----- | -------- | --------- | -------- | --------------------------------------------- | --------------- |
| 2010 | 3B                                         | Да    | Нет      | Нет       | Нет      | Роб                                           | Короткометражка |
| 2010 | Знакомство с Факерами 2                    | Да    | Нет      | Нет       | Нет      | EMT                                           |                 |
| 2012 | Жажда странствий                           | Да    | Нет      | Нет       | Нет      | Родни                                         |                 |
| 2013 | Боковой удар                               | Да    | Нет      | Нет       | Нет      | Вилли                                         | Короткометражка |
| 2016 | Киану                                      | Да    | Нет      | Да        | Да       | Релл, Оил Дрезден                             |                 |
| 2016 | Аисты                                      | Да    | Нет      | Нет       | Нет      | Бета-волк (голос)                             |                 |
| 2017 | Прочь                                      | Да    | Да       | Да        | Да       | Раненый олень, ведущий UNCF (голоса)          |                 |
| 2017 | Капитан Подштанник: Первый эпический фильм | Да    | Нет      | Нет       | Нет      | Мелвин Снидли (голос)                         |                 |
| 2018 | Чёрный клановец                            | Нет   | Нет      | Нет       | Да       | н/д                                           |                 |
| 2019 | Мы                                         | Да    | Да       | Да        | Да       | Умирающий кролик, голос в доме забав (голоса) |                 |
| 2019 | История игрушек 4                          | Да    | Нет      | Нет       | Нет      | Зая (голос)                                   |                 |
| 2021 | Кэндимен                                   | Нет   | Нет      | Да        | Да       | н/д                                           |                 |
| 2022 | Нет                                        | Нет   | Да       | Да        | Да       | н/д                                           |                 |
| 2022 | Уэнделл и Уайлд                            | Да    | Нет      | Да        | Да       | Уайлд Сандерс                                 |                 |
| 2022 | Abruptio                                   | Да    | Нет      | Нет       | Нет      | Дэнни (голос)                                 |                 |
| 2025 | Ему                                        | Нет   | Нет      | Нет       | Да       | н/д                                           |                 |

### Телевидение
| Год              | Название                                     | Актёр | Режиссёр | Сценарист | Исполнительный продюсер | Роль                                      | Примечания                                                       |
| ---------------- | -------------------------------------------- | ----- | -------- | --------- | ----------------------- | ----------------------------------------- | ---------------------------------------------------------------- |
| 2003-2008        | Безумное телевидение                         | Да    | Нет      | Да        | Нет                     | Различные                                 | 94 эпизода                                                       |
| 2008             | Шоколадные новости                           | Да    | Нет      | Нет       | Нет                     | Келвин Мелвин                             | 7 эпизодов                                                       |
| 2009-2010        | SuperNews!                                   | Да    | Нет      | Нет       | Нет                     | Различные голоса                          | 15 эпизодов                                                      |
| 2010-2015        | Дэцкая больница                              | Да    | Нет      | Нет       | Нет                     | доктор Брайан                             | 10 эпизодов                                                      |
| 2011             | Любовь кусается                              | Да    | Нет      | Нет       | Нет                     | Элай                                      | Эпизод: «Too Much Information»                                   |
| 2012-2015        | Кей и Пил                                    | Да    | Нет      | Да        | Да                      | В роли самого себя, различные роли        | 54 эпизода; также соавтор                                        |
| 2013             | Проект Минди                                 | Да    | Нет      | Нет       | Нет                     | Ник                                       | Эпизод: «Mindy’s Minute»                                         |
| 2013             | Трудоголики                                  | Да    | Нет      | Нет       | Нет                     | Марк                                      | Эпизод: «The Worst Generation»                                   |
| 2013             | Пиф-паф комедия                              | Да    | Нет      | Нет       | Нет                     | Тань Фу                                   | Эпизод: «Andy Samberg Wears a Plaid Shirt & Glasses»             |
| 2013             | Американская семейка                         | Да    | Нет      | Нет       | Нет                     | Деррик                                    | Эпизод: «A Fair to Remember»                                     |
| 2013-2014        | Шоу Кролла                                   | Да    | Нет      | Нет       | Нет                     | Реф Ронди; Различные персонажи            | 2 эпизода                                                        |
| 2014-2016        | Закусочная Боба                              | Да    | Нет      | Нет       | Нет                     | Различные голоса                          | 8 эпизодов                                                       |
| 2014             | Фарго                                        | Да    | Нет      | Нет       | Нет                     | Специальный агент Уэбб Пеппер             | 4 эпизода                                                        |
| 2014             | Пьяная история                               | Да    | Нет      | Нет       | Нет                     | Перси Джулиан                             | Эпизод: «Montgomery, AL»                                         |
| 2014             | Робоцып                                      | Да    | Нет      | Нет       | Нет                     | Различные голоса                          | 2 эпизода                                                        |
| 2015             | Жизнь в деталях                              | Да    | Нет      | Нет       | Нет                     | Чад                                       | 3 эпизода                                                        |
| 2015             | Рик и Морти                                  | Да    | Нет      | Нет       | Нет                     | Второе четырёх-мерное существо (голос)    | Эпизод: «A Rickle in Time»                                       |
| 2015             | Жаркое американское лето: Первый день лагеря | Да    | Нет      | Нет       | Нет                     | Алан                                      | 3 эпизода                                                        |
| 2015             | ТрипТанк                                     | Да    | Нет      | Нет       | Нет                     | Различные голоса                          | 2 эпизода                                                        |
| 2015, 2018       | Суперособняк                                 | Да    | Нет      | Нет       | Нет                     | Бугула (голос)                            | 2 эпизода                                                        |
| 2016             | Маппеты                                      | Да    | Нет      | Нет       | Нет                     | В роли самого себя                        | Эпизод: «Swine Song»                                             |
| 2016             | Американский папаша!                         | Да    | Нет      | Нет       | Нет                     | Уличный бандит (голос)                    | Эпизод: «Criss-Cross Applesauce: The Ballad of Billy Jesusworth» |
| 2017-наст. время | Большой рот                                  | Да    | Нет      | Нет       | Нет                     | Призрак Дюка Эллингтона, различные голоса | 20 эпизодов                                                      |
| 2018-наст. время | Последний настоящий гангстер                 | Нет   | Нет      | Да        | Да                      | н/д                                       | Соавтор                                                          |
| 2018             | Дрожащая правда                              | Да    | Нет      | Нет       | Нет                     | Различные голоса                          | Эпизод: «Ogled Inklings»                                         |
| 2019             | Странный город                               | Нет   | Нет      | Да        | Да                      | н/д                                       | 6 эпизодов; также соавтор                                        |
| 2019             | Лорена                                       | Нет   | Нет      | Нет       | Да                      | н/д                                       | 4 эпизода                                                        |
| 2019             | Сумеречная зона                              | Да    | Нет      | Да        | Да                      | Ведущий / Рассказчик                      |                                                                  |
| 2020-наст. время | Охотники                                     | Нет   | Нет      | Нет       | Да                      | н/д                                       |                                                                  |
| 2020             | Страна Лавкрафта                             | Нет   | Нет      | Нет       | Да                      | н/д                                       |                                                                  |

### Клипы
| Год  | Название                     | Актёр | Режиссёр | Сценарист | Продюсер | Роль            | Артист              |
| ---- | ---------------------------- | ----- | -------- | --------- | -------- | --------------- | ------------------- |
| 2006 | «White & Nerdy»              | Да    | Нет      | Нет       | Нет      | Чёрный гангстер | Странный Эл Янкович |
| 2006 | «I Write Sins Not Tragedies» | Да    | Нет      | Нет       | Нет      | Клоун           | Panic! At The Disco |

## Награды и номинации

### «Оскар»
| Год  | Категория                    | Работа            | Результат |
| ---- | ---------------------------- | ----------------- | --------- |
| 2018 | Лучший фильм                 | «Прочь»           | Номинация |
| 2018 | Лучший режиссёр              | «Прочь»           | Номинация |
| 2018 | Лучший оригинальный сценарий | «Прочь»           | Победа    |
| 2019 | Лучший фильм                 | «Чёрный клановец» | Номинация |

### «Эмми»
| Год  | Категория                                | Работа                                  | Результат |
| ---- | ---------------------------------------- | --------------------------------------- | --------- |
| 2008 | Лучшая музыка и песня («Sad Fitty Cent») | Безумное телевидение                    | Номинация |
| 2014 | Лучший сценарий варьете                  | «Кей и Пил»                             | Номинация |
| 2015 | Лучшее скетчевое варьете                 | «Кей и Пил»                             | Номинация |
| 2015 | Лучший сценарий варьете                  | «Кей и Пил»                             | Номинация |
| 2015 | Лучший сценарий варьете                  | «Key and Peele Super Bowl Special»      | Номинация |
| 2015 | Лучшая короткометражная программа        | «Key and Peele Presents: The Ascension» | Номинация |
| 2016 | Лучшее скетчевое варьете                 | «Кей и Пил»                             | Победа    |
| 2016 | Лучший сценарий варьете                  | «Кей и Пил»                             | Номинация |

### BAFTA
| Год  | Категория                    | Работа            | Результат |
| ---- | ---------------------------- | ----------------- | --------- |
| 2018 | Лучший оригинальный сценарий | «Прочь»           | Номинация |
| 2019 | Лучший фильм                 | «Чёрный клановец» | Номинация |

### Премии Гильдий

#### Премия Гильдии сценаристов
| Год  | Категория                       | Работа      | Результат |
| ---- | ------------------------------- | ----------- | --------- |
| 2013 | Лучшая комедия/Варьете — сериал | «Кей и Пил» | Номинация |
| 2016 | Лучшая комедия/Варьете — сериал | «Кей и Пил» | Номинация |
| 2018 | Оригинальный сценарий           | «Прочь»     | Победа    |

#### Премия Гильдии режиссёров
| Год  | Категория                                      | Работа  | Результат |
| ---- | ---------------------------------------------- | ------- | --------- |
| 2018 | Достижение в режиссуре кинорежиссёра-дебютанта | «Прочь» | Победа    |
| 2018 | Достижение в режиссуре кино                    | «Прочь» | Номинация |

#### Премия Гильдии продюсеров
| Год  | Категория           | Работа            | Результат |
| ---- | ------------------- | ----------------- | --------- |
| 2018 | Продюсер кинофильма | «Прочь»           | Номинация |
| 2019 | Лучший кинофильм    | «Чёрный клановец» | Номинация |

#### Премия Гильдии киноактёров
| Год  | Категория                                    | Работа      | Результат |
| ---- | -------------------------------------------- | ----------- | --------- |
| 2016 | Лучший актёрский состав в комедийном сериале | «Кей и Пил» | Номинация |

### Другие награды
| Год  | Премия                                       | Категория                                          | Работа      | Результат |
| ---- | -------------------------------------------- | -------------------------------------------------- | ----------- | --------- |
| 2013 | «Пибоди»                                     | «Пибоди»                                           | «Кей и Пил» | Победа    |
| 2014 | NAACP Image Award                            | Лучшее варьете — сериал или специальная программа  | «Кей и Пил» | Номинация |
| 2014 | American Comedy Award                        | Лучший альтернативный комедийный сериал            | «Кей и Пил» | Победа    |
| 2014 | American Comedy Award                        | Лучший сценарий комедии — ТВ                       | «Кей и Пил» | Номинация |
| 2015 | People’s Choice Award                        | Любимое комедийное скетч-шоу                       | «Кей и Пил» | Номинация |
| 2015 | NAACP Image Award                            | Лучший комедийный сериал                           | «Кей и Пил» | Номинация |
| 2015 | Лучшая короткометражная программа            | «Key & Peele Presents Van and Mike: The Ascension» | «Кей и Пил» | Номинация |
| 2016 | NAACP Image Award                            | Лучший комедийный сериал                           | «Кей и Пил» | Номинация |
| 2016 | NAACP Image Award                            | Лучший сценарий комедийного сериала                | «Кей и Пил» | Номинация |
| 2017 | «Готэм»                                      | Режиссёрская премия Бингэма Рэя                    | «Прочь»     | Победа    |
| 2017 | «Готэм»                                      | Лучший фильм                                       | «Прочь»     | Номинация |
| 2017 | «Готэм»                                      | Лучший сценарий                                    | «Прочь»     | Победа    |
| 2017 | Национальный совет кинокритиков              | Лучший режиссёрский дебют                          | «Прочь»     | Победа    |
| 2017 | Премия Ассоциации кинокритиков Лос-Анджелеса | Лучший сценарий                                    | «Прочь»     | Победа    |
| 2017 | Общество кинокритиков Детройта               | Лучший режиссёр                                    | «Прочь»     | Номинация |
| 2017 | Общество кинокритиков Детройта               | Лучший сценарий                                    | «Прочь»     | Номинация |
| 2018 | AACTA                                        | Лучший сценарий                                    | «Прочь»     | Номинация |
| 2018 | Critics' Choice Movie Award                  | Лучший режиссёр                                    | «Прочь»     | Номинация |
| 2018 | Critics' Choice Movie Award                  | Лучший сценарий                                    | «Прочь»     | Победа    |
| 2018 | «Золотой глобус»                             | Лучший фильм — комедия или мюзикл                  | «Прочь»     | Номинация |
| 2018 | «Независимый дух»                            | Лучший фильм                                       | «Прочь»     | Победа    |
| 2018 | «Независимый дух»                            | Лучший режиссёр                                    | «Прочь»     | Победа    |
| 2018 | «Независимый дух»                            | Лучший сценарий                                    | «Прочь»     | Номинация |
| 2018 | Премия Лондонского кружка кинокритиков       | Сценарист года                                     | «Прочь»     | Номинация |
| 2018 | «Спутник»                                    | Лучший режиссёр                                    | «Прочь»     | Победа    |
| 2018 | «Спутник»                                    | Лучший оригинальный сценарий                       | «Прочь»     | Номинация |
| 2018 | «Сатурн»                                     | Лучший режиссёр                                    | «Прочь»     | Номинация |
| 2018 | «Сатурн»                                     | Лучший сценарий                                    | «Прочь»     | Номинация |